# برایت، ویکتوریا
برایت (به انگلیسی: Bright) یک شهرک در استرالیا است که در ویکتوریا (استرالیا) واقع شده‌است.